# 新地人
| 星际旅行中主要的种族与势力              |
| --------------------------------------- |
| 星際聯邦 · 人类 · 瓦肯人 · 安多利人     |
| 貝塔索人 · 波利安人 · 德诺布拉人        |
| 罗慕伦人 · 克林贡人 ·巴库人 · 索利安人  |
| 葛恩人 · 佛瑞吉人 · 博格人 · 卡松人     |
| 卡达西人 · 贝久人 · 楚尔人 · 希罗吉恩人 |
| 自治同盟 · 布林人 · 新地人 · 8472种族   |

新地人是科幻电视连续剧《星艦前傳》中6个种族的统称，他们在同在新地星（英語：planet Xindus）进化为高等生物。其中5个种族类似于地球生物，另一个种族类似人类。星艦前傳的第三季主要围绕这一群未知的外星生物展开。一些新地人最终成为故事的常设角色。
在新地人内战时期（百年戰爭，直到2030年代結束內戰）来自另一空间的高等生物解救了他们，阻止了内战和种族灭绝，这种高等生物被他们称为“守护者”（Guardians）。其实守护者的真正目的是挑起新地人与地球人之间的战争以改写时间线，从以阻止星际联盟诞生来达到他们殖民这一宇宙的目的。
新地人在守护者的教唆下向地球发射了一种威力巨大的武器造成地球七百万人丧生，最后在进取号舰长Jonathan Archer的努力下化解了新地人与地球间的危机，并阻止了守护者的阴谋。

## 种族
6个种族中的鸟族应内战原因而灭绝，存活下来的分别是类人族，树栖族，鱼族，昆虫族和爬虫族。类人族除头部有肉脊之外与人类差别不大，树栖族是类似于类人猿的灵长类动物，鱼族生活在水下外表类似于儒艮语言很像鲸鱼的歌声，当于鱼族交谈时如果声音较小他们会认为说话者心虚，昆虫族正好相反如果大声对昆虫族说话他们会认为交谈者有攻击性，昆虫族外表类似于地球的黄蜂，寿命为12年左右，昆虫族没有性别之分雌雄同体成年后都能够产卵，昆虫族的卵有某种自我保护机制，会分泌某种物质让经过的非昆虫族产生保护他们的念头来保护自己，爬虫族由爬行类动物进化而来，拥有冷血动物特征，他们的飞船上有类似于保温灯的东西帮助自己在休息时保证体温。